# Abraxas submartiaria
Abraxas submartiaria es una especie de polilla de la familia Geometridae. La especie fue descrita por primera vez por Eugen Wehrli en 1932 y se puede encontrar distribuido con endemismo en la isla de Taiwán.